# Peter-Michael Koenig
Peter-Michael Koenig (* 12. August 1935 in Aachen; † 12. Oktober 2007) war ein deutscher Politiker (CDU).
Koenig, studierter Apotheker, war zunächst SPD-Politiker, ab 1964 Stadtrat in Aachen und Oberbürgermeisterkandidat 1969. 1969 zog er über die Landesliste der SPD in den Deutschen Bundestag ein. 1972 legte er sein Mandat nieder und trat der CDU bei. Seit 1981 gehörte er der Bezirksvertretung Aachen-Mitte an, die er über viele Jahre als Bezirksvorsteher leitete. Er war Vorsitzender der Europa-Union Aachen.

## Ehrungen
- Bundesverdienstkreuz am Bande (7. März 1996)[1]